# Atte-Oudeyi Zanzan
Mohama Atte-Oudeyi Zanzan (Lomé, 2 september 1980) is een Togolese voetballer, sinds eind 2009 clubloos. Zijn positie is verdediger.
Zanzan komt uit Togo maar begon zijn carrière bij Satelitte de Guinée, uit Guinee. In 2002 kwam hij uit voor Germinal Beerschot. Daarna speelde hij drie seizoenen voor KSC Lokeren, waar hij weinig speelde door blessures. Nadien volgden twee jaar FC Brussels, en een jaar CS Otopeni. In 2009 startte hij het seizoen bij het Canadese Montreal Impact maar voor het jaareinde werd zijn contract beëindigd. Zanzan tekende in 2012 een contract voor derdeprovincialer FC Eksaarde uit Oost-Vlaanderen.